# Джаджаруд (заповедник)
Джаджаруд (перс. منطقه حفاظت شده جاجرود‎) — природоохранная зона в остане Тегеран Исламской Республики Иран, расположенная между[уточнить] заповедниками Ходжир и Сорхе-Хесар к востоку от Тегерана. Считается одной из старейших охраняемых природных зон страны.
Зона реки Джаджаруд была взята под охрану государством после переноса столицы Ирана в Тегеран при Каджарах и имела статус шахского заповедника или охотничьего угодья. После победы Исламской революции 1978—1979 гг. управление этой территорией было передано Революционному совету по охране окружающей среды на основании решения от 12 сентября 1982 года об учреждении там природоохранной зоны.
Не охватывает всего бассейна реки Джаджаруд, а представляет собой природный массив, западная часть которого примыкает к городской черте Тегерана. Имеет площадь 56 624 га. Самая высокая и самая низкая точки над уровнем моря составляют соответственно 2649 метров (гора Кухе-Эр) и 1100 метров (ущелье Сангтарашан).
Для этой зоны характерны полупустынный, горный, умеренный и относительно сухой климат.
На территории природоохранной зоны протекают две полноводные реки — Джаджаруд и Демавенд. Также в Джаджруде насчитывается около 52 горных ключей, обеспечивающих флору и фауну достаточным количеством воды.

## Флора
Благодаря своему положению между тропическим поясом и горным хребтом Центральный Эльбурс, обусловившему ярко выраженную высотную поясность климата на данной территории, она отличается большим видовым многообразием растительного покрова. Флора природоохранной зоны насчитывает 517 видов, относящихся к 70 различным семействам. На её территории произрастают верблюжья колючка, тамариск, саксаул, джузгун хохлатый, курчавка, астрагал, полынь, могильник обыкновенный, боярышник, терновник, барбарис, фиговое дерево, миндальное дерево, дикая фисташка и т. д.

## Фауна
Поскольку Джаджруд представляет собой изолированную экологическую зону, обитающие на его территории виды млекопитающих находятся под особой защитой. Из млекопитающих обитают козерог, муфлон, антилопа, леопард, гиена, кабан, каракал, заяц, три вида ежей, 5 видов летучих мышей, 16 видов грызунов (мыши, полёвки, крысы, дикобразы, хомяки), волк, шакал, лиса, горностай, барсук, выдра и т. д. На территории Джаджруда также зафиксированы 115 видов птиц (куропатка, пустынная куропатка, рябчик, кряква и т. д.), 27 видов пресмыкающихся (вараны, змеи, черепахи и т. д.), 2 вида земноводных (зелёная жаба и озёрная лягушка) и 6 видов рыб (радужная форель, азиатские храмули, барбусы, быстрянки и т. д.).